# Roomo
Roomo is een bestuurslaag in het regentschap Gresik van de provincie Oost-Java, Indonesië. Roomo telt 5403 inwoners (volkstelling 2010).